# Laurent Pinatel
Pour les articles homonymes, voir Pinatel.
Laurent Pinatel, né le 23 novembre 1970 à Firminy (Loire), est un agriculteur français. Il a été le porte-parole de la Confédération paysanne de mai 2013 à mai 2019.
Éleveur de bovins à Saint-Genest-Lerpt, près de Saint-Étienne, dans la Loire, il est installé sous le régime du Groupement agricole d'exploitation en commun (GAEC) avec sa sœur, avec qui il emploie quatre salariés. Ils produisent du lait cru et de la viande bovine avec une large part de transformation fermière qu'ils commercialisent en vente directe (yaourts, produits bouchers), entre autres, via le réseau des AMAP et la restauration collective.

## Biographie
Titulaire d'un BTS agricole, il devient agriculteur en 1995 et adhère à la Confédération paysanne, 
Laurent Pinatel a été élu conseiller municipal délégué chargé de l'eau et de l'assainissement de la ville de Saint-Genest-Lerpt en 2001 puis réélu en 2008 en tant que conseiller municipal sans délégation. Il démissionnera de ce mandat en 2011 à son entrée au Comité national de la Confédération paysanne.
Il est devenu membre du secrétariat départemental de la Confédération paysanne de la Loire dès 1996, et en a été porte-parole pendant trois ans, puis secrétaire général de 2005 à 2009.
Son premier combat syndical a été celui de la crise dite du « bœuf aux hormones » en 1996. Dubitatif sur le recours aux initiatives individuelles pour s'en sortir, il revendique un retour fort et incitatif aux politiques publiques, à l'intervention de l'État et de l'Europe dans des processus d'organisation de marchés, de régulation, de développement du revenu paysan .
Lors de la crise laitière de 2009, il fait partie des neuf agriculteurs assignés en justice après un épandage de lait dans la Cité de l’agriculture à Saint-Étienne. Lors du procès du 4 octobre 2012, il sera relaxé comme deux autres de ses compagnons paysans syndicalistes.
Impliqué sur le dossier lait de vache national depuis 2005, il est entré au comité national de la Confédération paysanne en 2011 et au secrétariat national en 2013 en tant que porte-parole, élu pour deux ans. À la suite du congrès de Saint-Jean-Pied-de-Port en 2015, il est reconduit dans ses fonctions de porte-parole pour un nouveau mandat de deux ans.
En première ligne de la lutte contre la ferme des mille vaches à Drucat dans la Somme, il est placé en garde à vue à trois  reprises à la suite de l'action menée sur le site le 12 septembre 2013, puis à nouveau à la suite de l'action menée le 28 mai. Poursuivi pour « incitation à la dégradation » et pour « recel », il fait partie des neuf militants condamnés le 28 octobre devant le tribunal d'Amiens. Ces mêmes neuf militants ont vu leurs peines allégées en appel. Laurent Pinatel, qui avait écopé de cinq mois de prison avec sursis en première instance est finalement condamné à 5 000 € d'amende avec sursis. Le tribunal d'Amiens dans son délibéré final reconnaît aux neuf personnes de la confédération le rôle de « lanceurs d'alerte » mais les condamne cependant, pour la forme, à des peines symboliques.
Avec son élection à la tête du syndicat paysan, on assiste au retour des luttes et des actions « coups de poing » qui ont rythmé la vie du syndicat dans les années 2000, appliquant avec zèle la pédagogie de l'action de l'un de ses prédécesseurs José Bové.
De Notre-Dame Des Landes aux milles vaches en passant par les crises de productions, de filières ou les résistances foncières, la Confédération paysanne s'impose comme un syndicat qui fédère et qui lutte pour un autre projet de vie, de société[non neutre].
La volonté de construire un système agricole résiliant et résistant aux grandes multinationales conduit la Confédération paysanne à radicaliser son discours en exigeant des moyens financiers forts de l'État et de l'Europe afin de faciliter et accompagner la transition agricole[réf. nécessaire].
Malgré un grave accident du travail au début de mai 2017, il se représente et est élu à un nouveau mandat de deux ans de porte-parole de la Confédération paysanne à l'issue du congrès de Muzillac, dans le Morbihan.